# متحور قيد المراقبة
المتحور قيد المتابعة (بالإنجليزية: Variant under monitoring)‏ أو المتحور قيد المراقبة (بالإنجليزية: Variant under surveillance)‏؛ مصطلح تُصنّف تحتهِ مجموعة من متحورات فيروس كورونا المرتبط بالمتلازمة التنفسية الحادة الشديدة النوع 2. هذا التصنيف هو الأخير في سلم التصانيف الخاصة بتحورات كورونا في المملكة المتحدة والاتحاد الأوروبي، وهو غير مستخدم في الولايات المتحدة. يعلوه درجة تصنيف المتحورات المثيرة للاهتمام ثم المتحورات المثيرة للقلق ثم تصنيف المتحورات الوخيمة العواقب، والتصنيف الأخير مستخدم فقط في الولايات المتحدة. توجد حاليًا مجموعة من المتحورات الموضوعة تحت المراقبة والمتابعة في المملكة المتحدة والاتحاد الأوروبي.